# برنچویل (آلاباما)
برنچویل  شهری است در ایالت آلاباما در کشور آمریکا.

## مکان
برنچویل در موقعیت () قرار دارد.
با توجه به اطلاعات اداره آمار آمریکا مساحت آن در حدود ۷٫۹ کیلومترمربع است.

## مردم‌شناسی
با توجه به آمار سال ۲۰۰۰ جمعیت آن ۸۲۵ نفر، ۳۱۹ خانواده در آن ساکن هستند.
تعداد ۳۴۵ واحد خانه در هر مساحت تقریبی (۴۳،۵akm²) قرار دارد.
۲۵،۲% درصد از خانواده‌های فرزند زیر ۱۸ سال داشتند که از این تعداد ۶۷،۴% درصد زوج بوده و ۹،۷% درصد زنان بدون شوهر و ۱۹،۷% درصد نیز غیر خانواده بودند.
متوسط درآمد یک خانواده در حدود ۴۳،۵۹۴ دلار آمریکااست و زنان درآمد متوسط ۳۵،۳۱۳ دلار آمریکا و مردان درآمد متوسط ۳۲،۶۳۹ دلار آمریکابدست می‌آورند.